# Jonathan Moffett
Jonathan Moffett (New Orleans, 17 november 1954) is een Amerikaanse drummer, liedjesschrijver en producent. Hij werkte vanaf 1979 regelmatig samen met de familie Jackson, met name Michael Jackson.

## Biografie
Moffett speelde al op jonge leeftijd een muziekinstrument. Aanvankelijk wilde hij basgitaar spelen, maar leerde zichzelf drums. Hij kreeg van Jackson de bijnaam "Sugarfoot" vanwege het snel, gearticuleerd en uitgesproken bespelen van de bassdrum. Hij startte zijn carrière met het optreden van lokale bandjes in nachtclubs.

## Carrière
Zijn carrière startte in 1979 bij The Jacksons, waar hij bij toeval terecht kwam. De eerste tour die volgde was de Destiny World Tour van 1979 tot 1980. Michael Jackson was onder de indruk van Moffetts drumaccenten en het vlug stilleggen van de bekkens met zijn hand. Er volgden meerdere live-optredens in 1981, 1985 en 1986.
Moffett wist op het podium de aandacht te trekken door het futurische ontwerp van zijn drumstellen. Zijn werk voor The Jacksons maakte hem een gewild drummer voor vele andere artiesten.
Hij deed in totaal 23 wereldtours en speelde drums op 53 muziekalbums, waarvan er meerdere zijn onderscheiden met platina.

## Samenwerkingen
Moffett werkte in zijn carrière samen met onder meer de volgende artiesten:
| - The Jacksons - Michael Jackson - Janet Jackson - Madonna - Elton John - George Michael - Diana Ross - Stevie Wonder | - Eagles - Lionel Richie - Siedah Garrett - Quincy Jones - Kenny G - Rick James - The O'Jays - Vasco Rossi |

## Instrument

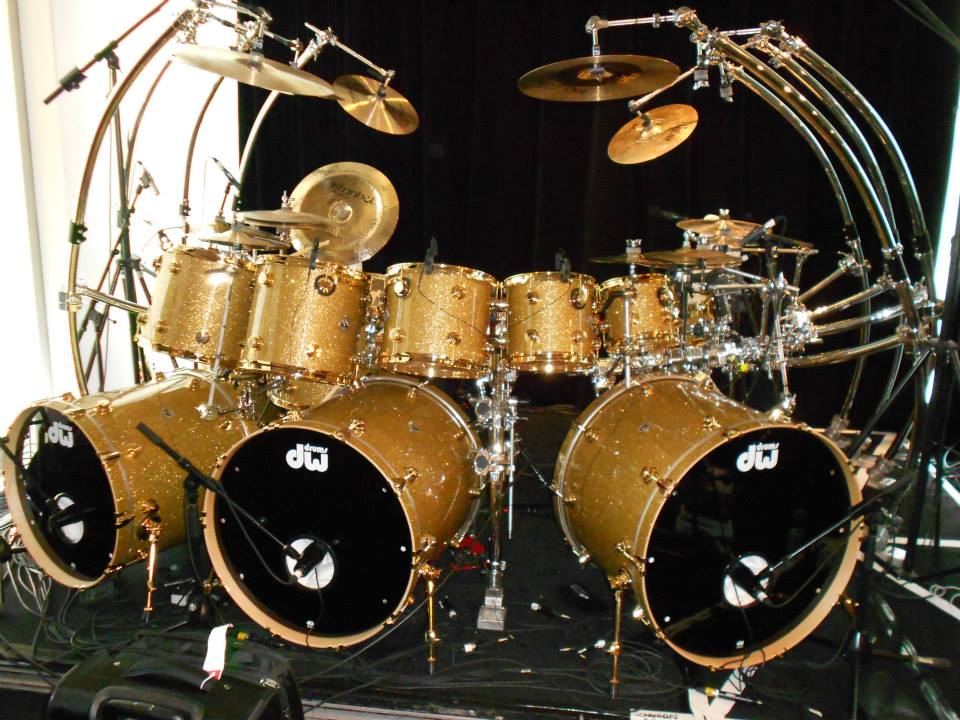
Het gouden drumstel van Moffett.

Moffett speelt op drums van Drum Workshop (DW) met drumvellen van Remo en bekkens van Zildjian en Istanbul.

## Nalatenschap
Zijn drumbeat op het nummer "Don't Stop the Music" van Yarbrough & Peoples werd gesampled en hergebruikt door ruim 45 artiesten in de muziekindustrie, waaronder TLC, Nuttin Nyce, P. Diddy, Alicia Keys, Missy Elliott en rapper 2Pac.
Moffett maakte voor het educatieve platform Drumeo een serie van optredens. Deze video's zijn op diverse sociale mediaplatforms in totaal ruim 100 miljoen keer bekeken.